# Bướu diệp thể vú
Bướu diệp thể là một dạng bệnh lý của tuyến vú, được mô tả lần đầu tiên năm 1838 bởi Johannes Muller và ban đầu ông gọi nó là sarcôm nang diệp thể (tiếng Anh: cystosarcoma phyllodes).
Từ đó đến nay, bướu đã có nhiều tên gọi, và đến năm 1981– bướu đã được Tổ chức Y tế Thế giới - WHO thống nhất gọi là bướu diệp thể (phyllodes tumor).
Bướu thường diễn tiến chậm, đa số lành tính dù kích thước thường lớn, bướu ít gặp, chiếm 0.3 – 0,9% các trường hợp u vú 1, và chiếm khoảng 2,3% các trường hợp tân sinh thuộc nhóm sợi-tuyến của vú.
Việc chẩn đoán bướu không quá khó khăn, trừ một số trường hợp việc chẩn đoán phân biệt bướu diệp thể với bướu sợi tuyến thực sự là một thử thách.

## Đinh nghĩa
Năm 1838, Muller mô tả một loại bướu khổng lồ có mặt cắt ngang giống như chiếc lá, bề ngoài bướu giống khối thịt, trong lòng có chỗ hóa nang.
Năm 1980, theo phân loại của CIM-O, bướu được xếp vào nhóm bướu sợi-tuyến gồm: bướu sợi tuyến khổng lồ và bướu diệp thể lành – ác.
Năm 1981, WHO đề nghị không sử dụng từ cystosarcoma phyllodes nữa mà đề nghị gọi là "bướu diệp thể" (phyllodes tumor)1. Tên gọi này nhanh chóng được chấp nhận rộng rãi, vì tự nó không cho biết về bản chất lành ác của bướu mà tính lành ác này sẽ được xác định bằng các đánh giá về mô học.
Như vậy, theo WHO thì bướu diệp thể là một bướu giới hạn rõ, có cấu trúc giống lá cây, bao gồm thành phần là mô liên kết và biểu mô, tương tự bướu sợi tuyến nhưng có thành phần mô liên kết nhiều hơn.

## Giải phẫu học

### Đại thể
Bướu diệp thể lành và ác đại thể giống nhau, giới hạn rõ, mặc dù bướu không có vỏ bao thực sự.
Kích thước bướu thay đổi khá nhiều từ 1 cm đến 40 cm. Bướu có giới hạn rõ, dạng một khối tròn hay bầu dục, bờ đa cung, bướu có vỏ bao giả. Bên trong bướu có chỗ hóa nang, có những vùng mỡ vàng, vùng xuất huyết, vùng hoại tử, mặt cắt nhầy và phồng, vùng sợi chắc xen kẽ vùng mô mềm. Tính chất hình lá của bướu là do những chồi dạng nhú của mô đêm được lót bởi biểu mô tạo nên.

### Vi thể
Bướu diệp thể gồm hai thành phần là biểu mô và thành phần mô đệm tương tự như bướu sợi tuyến vú.
- Thành phần biểu mô: tương tự biểu mô ống tuyến của mô vú xung quanh, bao gồm tế bào biểu mô ống tuyến vú và tế bào cơ biểu mô, cũng có thể có tăng sản và biến đổi không điển hình.
- Thành phần mô đệm: đây là thành phần giúp xác định bướu diệp thể lành hay ác, cũng như phân biệt bướu diệp thể với bướu sợi tuyến.

WHO đã xếp hạng bướu diệp thể thành 3 nhóm, đó là: lành, ác, và nhóm giáp biên dựa vào những tiêu chuẩn sau: 2,3
1. Mức độ tế bào mô đệm (stromal cellularity): thấp, trung bình hay cao.
2. Sự đa dạng hình thái tế bào (cellular pleomorphism): nhẹ, trung bình, nặng.
3. Số phân bào: ác khi có nhiều hơn 10 phân bào trên một quang trường kính 10, lành khi có ít hơn 4 phân bào trên một quang trường kính 10.
4. Bờ bướu: có chèn ép hay xâm nhiễm hay không
5. Dạng mô đệm: đồng nhất, không đồng nhất hay quá phát.

Từ đó WHO xếp loại như sau:
- Bướu ác: hiện diện ở mức tối đa của ít nhất 4 yếu tố kể trên, chiếm khoảng 30-35% các trường hợp.
- Bướu lành: ít nhất 3 yếu tố kể trên ở mức thấp nhất và có không quá 2 yếu tố ở mức trung bình.
- Giáp biên: khi không thuộc 2 nhóm kể trên.

Lưu ý:
- Có khoảng 25% bướu diệp thể ác mà tính chất ác chỉ biểu hiện ở một số vùng tập trung trong bướu thành từng ổ và có thể bị bỏ sót.
- Một số bướu ác tính, sự quá phát mô đệm có thể lấn át thành phần biểu mô khiến khó phân biệt với bướu diệp thể trên vi thể. Chẩn đoán bướu diệp thể cần thấy được thành phần ống tuyến.

## Chẩn đoán

### Lâm sàng
- Bướu gặp ở bệnh nhân lứa tuổi 30 đến 70 tuổi, trung bình khoảng 40, lớn hơn tuổi trung bình của bướu sợi tuyến khoảng 15-20 tuổi.1
- Đa phần là một bướu không đau, tròn nhẵn. Bướu phát triển liên tục, cũng có khi phát triển nhanh từ một bướu ổn định trước đó. Da trên bướu có thể căng bong, mỏng với những tĩnh mạch dãn bên trên. Núm vú ít khi bị xâm lấn, ít khi bị kéo tụt vào.

Hạch nách có thể thấy trong 1/5 trường hợp nhưng hiếm khi mà nghi ngờ di căn, thường là viêm do bướu hoại tử hay nhiễm trùng. 1

### Cận lâm sàng
- Nhũ ảnh: tương tự bướu sợi tuyến, đó là sang thương có đậm độ cao, bờ đều, đa cung, không có vôi hóa. Không có dấu hiệu gợi ý bướu diện thể lành hay ác.
- Siêu âm: bướu cho phản âm đồng nhất, ngoài ra còn thấy hình ảnh các nang nhỏ ở ngoại vi có chứa dịch. Trên siêu âm cũng khó phân biệt bướu này với bướu sợi tuyến, ngoài một số gợi ý như có nang trong bướu, hình ảnh tăng sinh mạch máu.
- Chọc hút tế bào bằng kim nhỏ (FNA - Fine Needle Aspiration): không có tiêu chuẩn nào để phân biệt bướu diệp thể vú với bướu sợi tuyến vú. Nếu có hình ảnh tăng sản sợi trên FNA, có thể nghĩ đến bướu diệp thể, nhưng nếu lấy mẫu sai, không có thành phần mô đệm sẽ gây khó khăn cho chẩn đoán. FNA chỉ nên dùng để loại trừ sang thương ác tính, loại trừ carcinôm.
- Sinh thiết lõi kim
- Cắt lạnh: Phân biệt giữa bướu diệp thể và bướu sợi tuyến trên cắt lạnh rất khó. Thành phần giống sarcôm của bướu diệp thể lại có thể cho chẩn đoán nhầm là carcinôm kém biệt hóa do vậy có thể đưa đến những phẫu thuật tận gốc không cần thiết.
- Sinh thiết trọn: là lấy trọn sang thương kèm hay không kèm mô vú bình thường quanh bướu. Cho chẩn đoán chính xác nhất.

Tóm lại, chẩn đoán bướu diệp thể với bướu sợi tuyến trước mổ khó khăn, do đó khó tránh khỏi việc mổ bướu sợi tuyến không cần thiết. Lấy bướu thường là cách điều trị cho những bướu vú nghĩ lành tính. Tuy nhiên điểm khác biệt về diễn tiến giữa bướu diệp thể và bướu sợi tuyến đó là có một tỷ lệ khoảng 20% bướu diệp thể sẽ tái phát nếu phẫu thuật chỉ lấy bướu mà không có một bờ an toàn khoảng 2 cm. Tỷ lệ này không khác nhau lắm giữa bướu diệp thể lành, ác và giáp biên.

## Điều trị

### Điều trị lần đầu

#### Bướu diệp thể lành
Điều trị là cắt rộng. Nếu đã lấy bướu trước đó, có thể phẫu thuật cắt rộng lại hoặc theo dõi sát.

#### Bướu diệp thể ác
Đoạn nhũ được nhiều tác giả đề nghị, nhưng nghiên cứu cho thấy tỉ lệ sống còn tương tự nhau ở hai nhóm điều trị bảo tồn và điều trị đoạn nhũ. Điều trị bảo tồn cho tỉ lệ tái phát tại chỗ cao hơn đoạn nhũ. Điều này đặt ra vấn đề là có nên xạ trị bổ túc trong những ca điều trị phẫu thuật bảo tồn bướu diệp thể ác hay không? Điều này vẫn đang được nghiên cứu. 1
Một số nghiên cứu đã cho thấy xạ trị bổ túc sau mổ làm giảm tỉ lệ tái phát tại chỗ nhưng chưa thấy ảnh hưởng lên tỉ lệ sống còn.
Tương tự như xạ trị, vai trò của hóa trị hỗ trợ trong điều trị bướu diệp thể ác cũng chưa rõ.
Hạch nách có trong 10% - 20% các trường hợp, chủ yếu là hạch viêm, hạch di căn trong bướu diệp thế ác dưới 5%, do đó không có chỉ định nạo hạch. Nếu hạch mà lâm sàng nghi ngờ thì sinh thiết hạch. 3

### Điều trị tái phát tại chỗ
Phần lớn bướu tái phát tại chỗ có mô học tương tự bướu ban đầu. Cũng có một tỉ lệ nhỏ bướu chuyển dạng từ lành sang ác.
Đối với tái phát tại chỗ nhỏ, có thể cắt rộng với rìa 2–3 cm. Tái phát lớn hay tái phát của bướu diệp thể ác, đìêu trị chọn lựa là đoạn nhũ. 1

### Điều trị di căn xa
Chỉ có thành phần mô đệm cho di căn xa. Trong đó, chỉ có khoảng chưa tới 5% các trường hợp bướu diệp thể cho di căn xa, tỉ lệ đối với bướu diệp thể ác khoảng 10-25%. Di căn xa thường gặp nhất là phổi, chiếm 70-80% các trường hợp, màng phổi 60-70%, và xương 25-30%. Kích thước bướu, mức độ phân bào và mức độ kém biệt hóa của mô đệm là những yếu tố tiên đoán quan trọng cho sự di căn.1, 4
Tuy nhiên kết quả điều trị những trường hợp di căn xa rất kém. Điều trị di căn xa của bướu diệp thể tương tự điều trị của sarcôm.
Với những di căn xa có thể cắt bỏ được như di căn đơn độc lên phổi thì điều trị là phẫu thuật.
Hóa trị thường dùng Ifosfamide, doxorubicin. 1, 3
Mặc dù có một tỉ lệ bướu diệp thể có thụ thể nội tiết dương tính, nhưng hiện vẫn chưa thấy vai trò của điều trị nội tiết trong điều trị bướu diệp thể.

## Tiên lượng
Tái phát tại chỗ là một biến chứng thường gặp của bướu diện thể, các loại lành tính lẫn ác tính. Tỉ lệ tái phát tại chỗ của bướu diệp thể ác là khoảng 26% 1, 4. Nguyên nhân chủ yếu là do phẫu thuật không lấy đủ bờ an toàn. Khuyến cáo hiện nay là phẫu thuật cần lấy rộng, cách bờ bướu ít nhất là 1 cm.
Khoảng từ 3-12% bệnh nhân bướu diệp thể ác chết có thể do bướu tiến triển ăn lan thành ngực, hoặc do di căn xa vào xương vào phổi. Tỉ lệ di căn xa trong bướu diệp thể ác khoảng 10-15% 3
Nhiều yếu tố được xem là ảnh hưởng đến tiên lượng bệnh, nhất là đối với bướu diệp thể ác. Trong đó, những yếu tố quan trọng là những yếu tố về mặt mô học: sự tăng sản mô đệm, sự hoại tử, sự phân bào. Những yếu tố này liên quan đến khả năng tái phát, di căn và sự sống còn. Những yếu tố khác đó là kích thước bướu, di căn hạch nách, tình trạng sinh đẻ, tuổi...